# Bilbao Ría 2000
Bilbao Ría 2000, S. A. es una sociedad anónima de capital público constituida el 19 de noviembre de 1992 conjuntamente por el Gobierno Vasco, el Gobierno de España, la Diputación Foral de Vizcaya y el ayuntamiento de Bilbao con el fin de dirigir la regeneración y transformación de zonas degradadas del área metropolitana de Bilbao.

## Historia
Bilbao Ría 2000 se ocupa de ejecutar actuaciones de urbanismo, transporte y medio ambiente, regenerando sobre todo espacios industriales no utilizados. Así, la sociedad ha ejecutado la regerenación urbanística de Abandoibarra en Bilbao, con obras como el paseo de Uribitarte, la avenida Abandoibarra, la pasarela Pedro Arrupe, la zona de juegos infantiles junto al Museo Guggenheim Bilbao, la ampliación del parque Casilda Iturrizar, la reurbanización del tramo final de la alameda de Mazarredo, la plaza Euskadi o el parque de la Campa de los Ingleses. Una serie de esculturas de autores locales e internacionales están situadas a lo largo de Abandoibarra y configuran el denominado paseo de la Memoria.
Asimismo, ha vendido a promotores privados las parcelas donde se han construido el Centro Comercial Zubiarte, el Hotel Meliá Bilbao, la Torre Iberdrola, la Biblioteca de la Universidad de Deusto, el Paraninfo de la Universidad del País Vasco y varios edificios de viviendas. Además, el tranvía circula por la avenida Abandoibarra.
En el barrio bilbaíno de Amézola se construyó la estación de Amézola de Renfe Cercanías, conectando la estación con la línea ya existente entonces de FEVE, así como soterrando las vías de tren. Gracias al soterramiento de las vías, se construyó el parque Amézola, con paseos como el de la pérgola, que discurre por encima de las vías de Feve; un estanque y una gran escultura. Así mismo se abrieron nuevas calles y un paseo peatonal hasta el parque de Amézola.
Bilbao Ría 2000 también ha actuado en las zonas bilbaínas de San Mamés, Basurto, Rekalde, Irala, Bilbao La Vieja, Miribilla y La Peña, así como en los municipios de su área metropolitana como Baracaldo, Basauri y Santurce. Fuera del municipio de Bilbao su actuación más importante es Urban-Galindo, en Baracaldo, donde está construyendo un nuevo barrio junto a la ría en los antiguos terrenos de Altos Hornos de Vizcaya, con nuevas calles, plazas, parques, paseos, equipamientos deportivos y zonas de actividades económicas.

### Proyectos en desarrollo
En estos momentos, Bilbao Ría 2000 tiene dos obras en marcha, en fase avanzada de ejecución. Por una parte, la urbanización de Garellano, cuyo parque del mismo nombre fue inaugurado en enero de 2015 y donde están construyendo 1100 viviendas libres y de protección pública. Por otra parte, el soterramiento de la línea de mercancías de Adif (antes FEVE) entre los barrios de Recalde e Irala. Este soterramiento es la continuación del que esta misma sociedad llevó a cabo entre Basurto y Amézola.
Su método de financiación se basa en la recalificación de antiguos terrenos industriales en desuso cediendo sus propietarios (todos ellos instituciones o empresas públicas que son a su vez componentes del Consejo de Administración de Bilbao Ría 2000) para su posterior venta y con las plusvalías poder invertir en las obras públicas aprobadas. Por ello, debido a la crisis económica de 2008-2010 la actividad de esta sociedad ha bajado considerablemente, solo ejecutándose las obras ya en curso y demorándose las que estaban en proyecto.

## Zonas de actuación
- Bilbao
  - Abando
    - Azkuna Zentroa

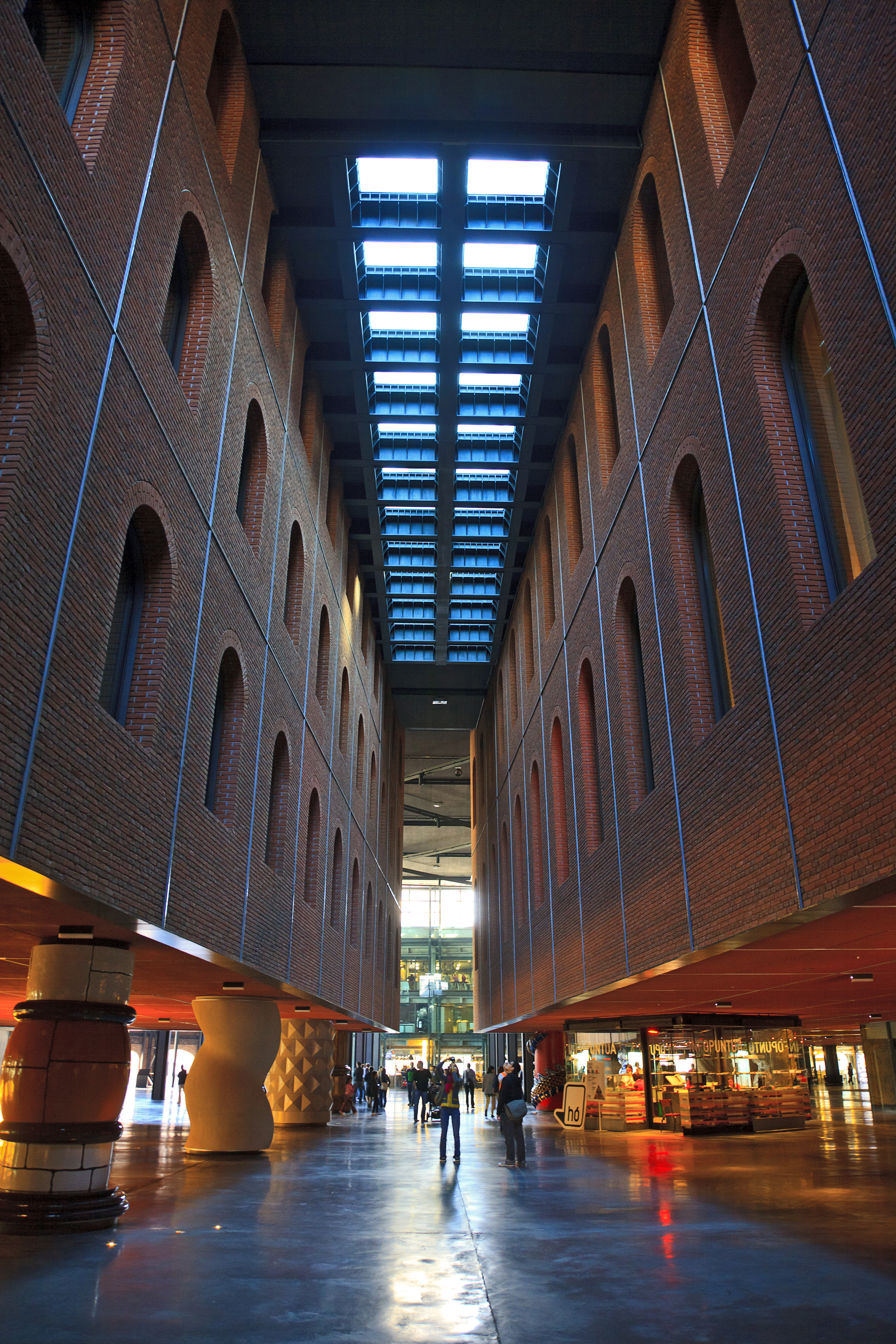
Azkuna Zentroa

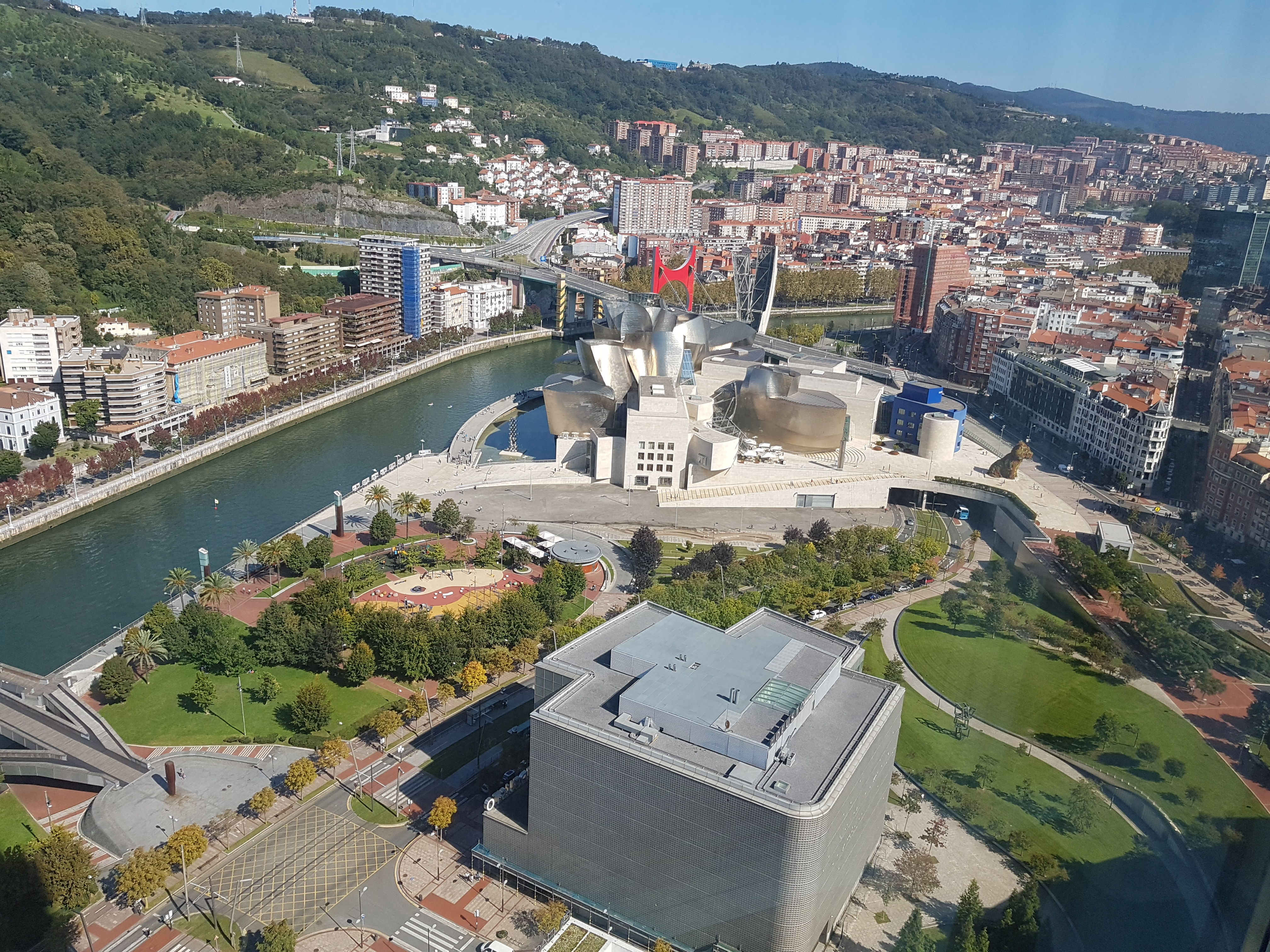
Abandoibarra

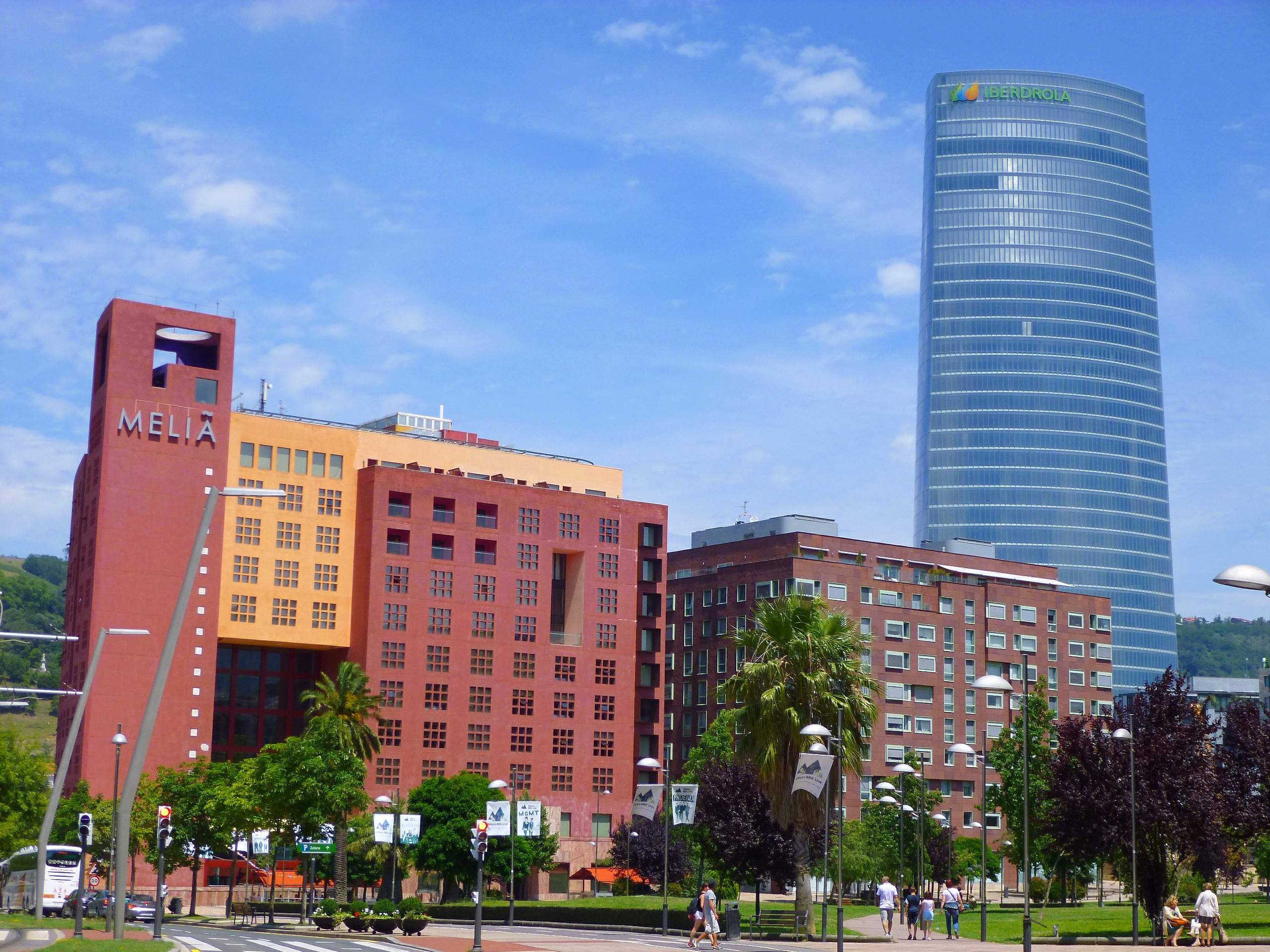
Hotel Meliá Bilbao y Torre Iberdrola

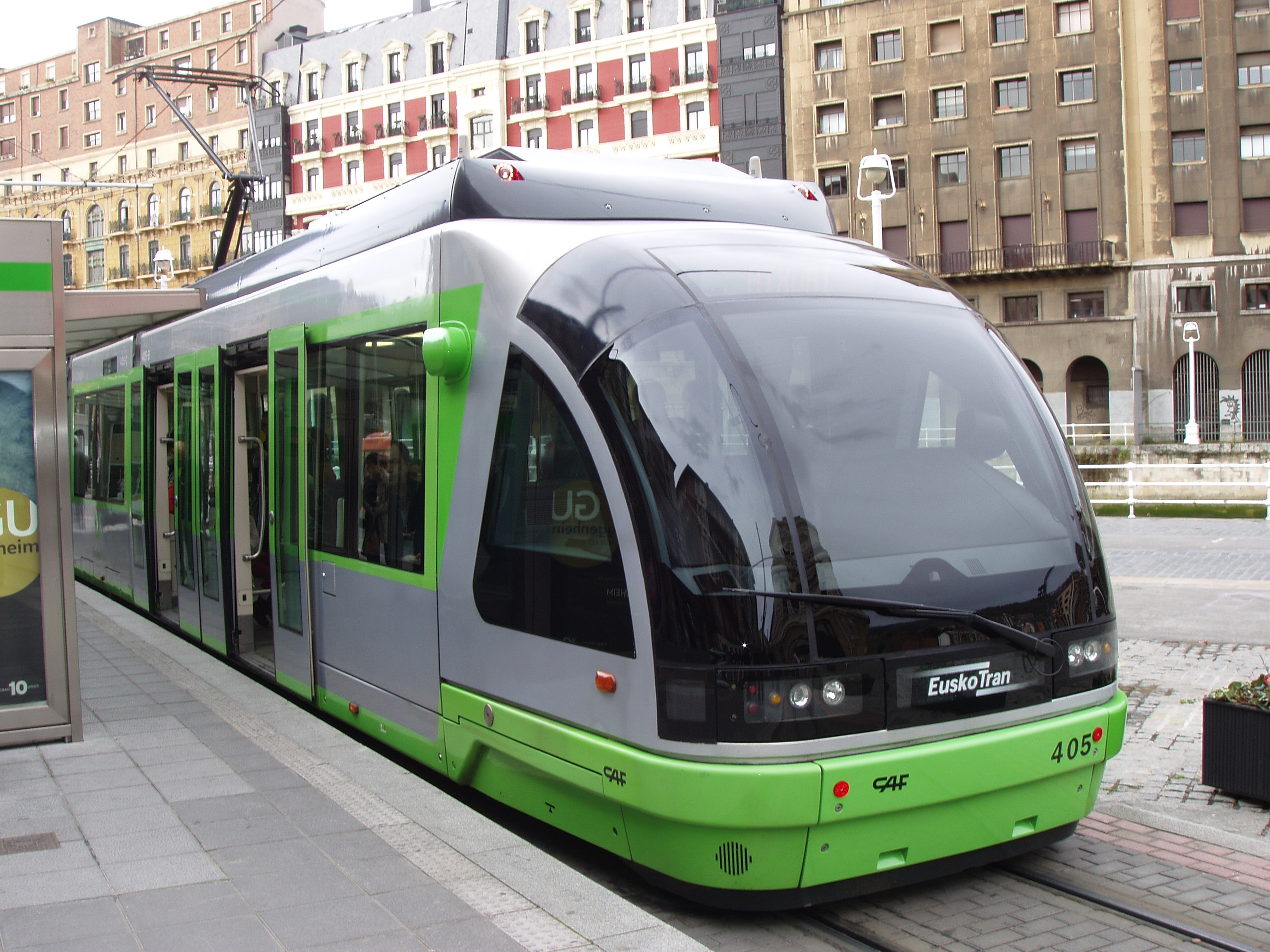
Tranvía de Bilbao.

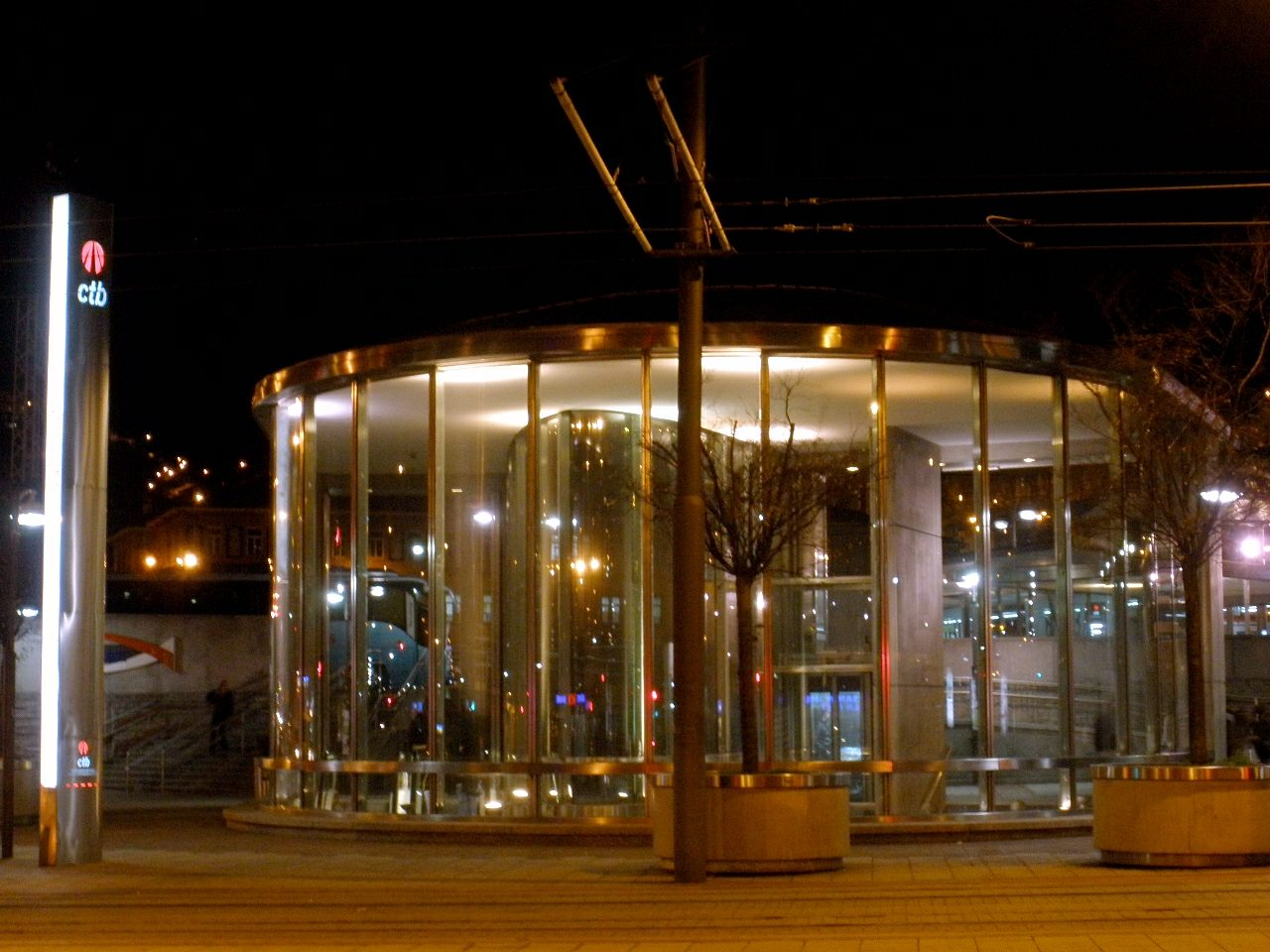
Vestíbulo de la estación Intercambiador de San Mamés (Bilbao)

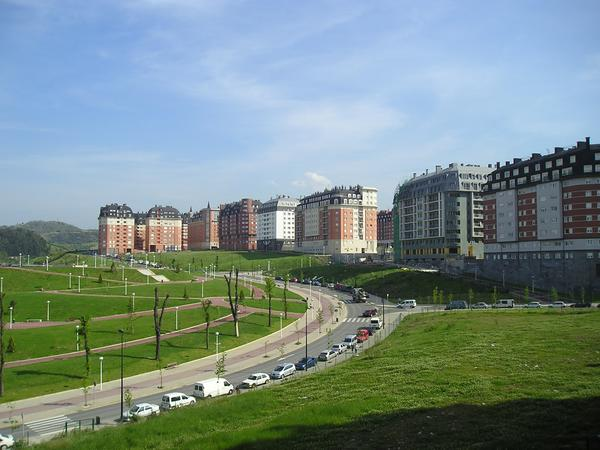
Edificios de viviendas en Miribilla (Bilbao).

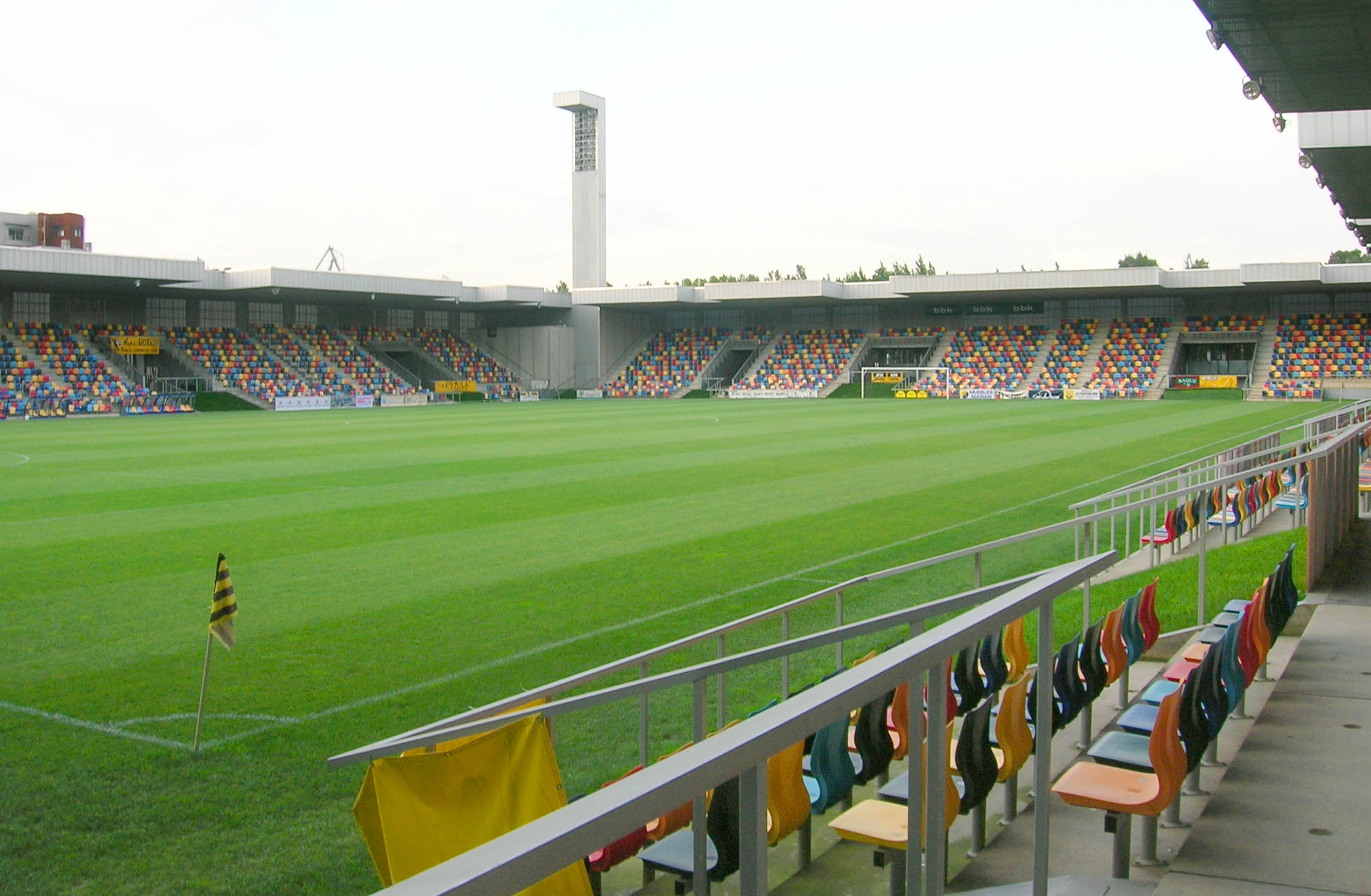
Nuevo campo de fútbol de Lasesarre (Baracaldo).

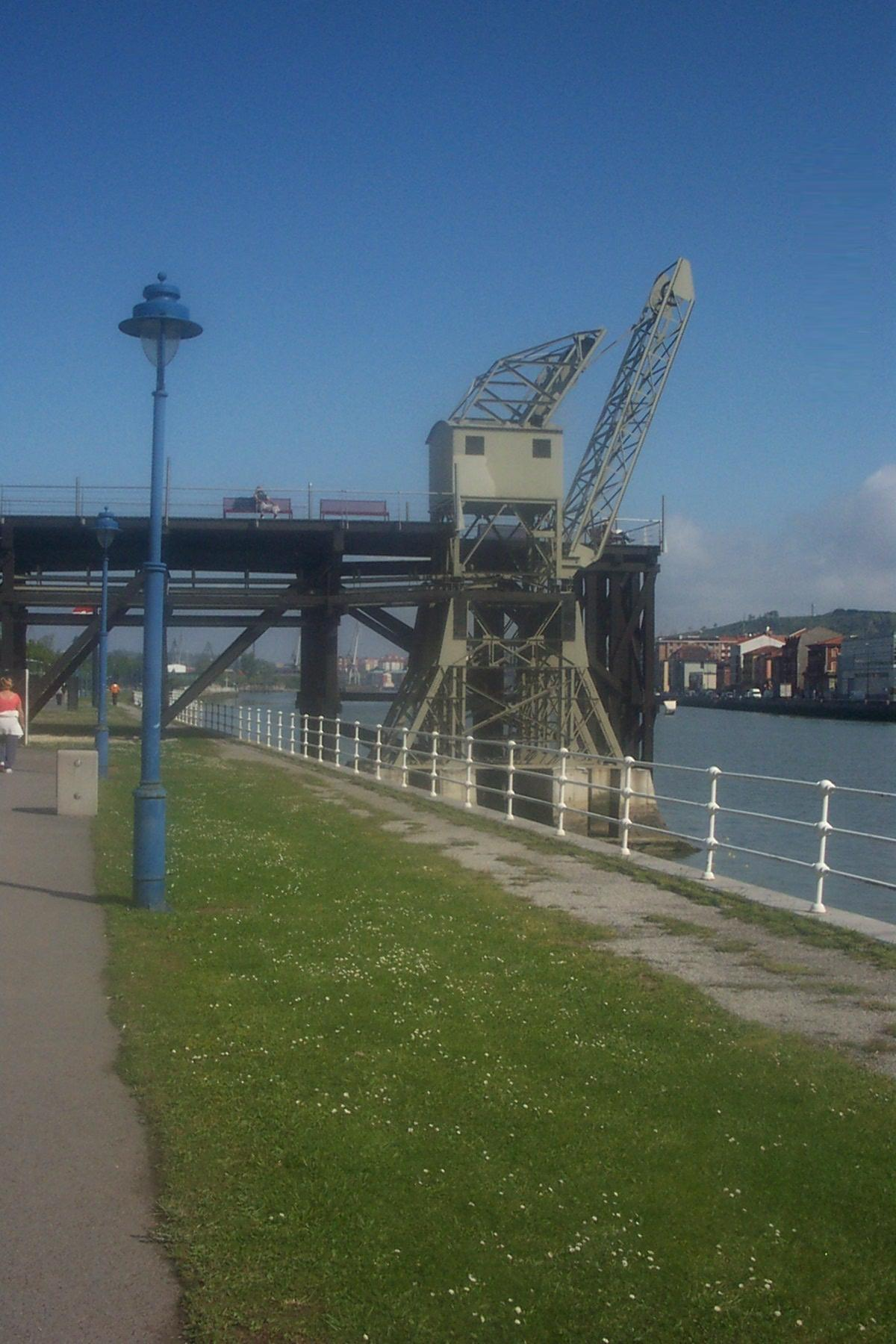
Cargadero de mineral (Baracaldo).

    - Estación de Zabalburu de Adif (Variante Sur de Renfe Cercanías)
    - Renovación de la estación de Abando Indalecio Prieto de Adif (Variante Sur de Renfe Cercanías)
    - Remodelación de la estación de Bilbao-Concordia
    - Abandoibarra
    - Ampliación del parque de Doña Casilda
    - Avenida Abandoibarra y calle Lehendakari Leizaola
    - Avenida de las Universidades
    - Centro Comercial Zubiarte
    - Biblioteca de la Universidad de Deusto
    - Edificios residenciales de Abandoibarra
    - Escaleras y ascensor Abandoibarra-puente de Deusto
    - Hotel Meliá Bilbao
    - Tranvía de Bilbao
    - Paraninfo de la Universidad del País Vasco
    - Parque de la Campa de los Ingleses
    - Parque de Ribera
    - Pasarela Pedro Arrupe
    - Paseo de la Memoria (arte urbano)
    - Plaza Euskadi
    - Torre Iberdrola

  - Amézola
    - Ampliación del tranvía de Bilbao y estación de La Casilla
    - Estación de Amézola (Variante Sur de Renfe Cercanías y renovación de la estación de Feve)
    - Nuevas calles
    - Parque Amézola
    - Pieza de Miguel Navarro en el parque Amézola (arte urbano)
    - Pieza de Vicente Larrea en los andenes de la estación de Renfe Cercanías (arte urbano)
    - Sistema automático de recogida de basuras mediante aire comprimido
    - Soterramiento de vías de Adif
    - Viviendas (proyectado)

  - Autonomía
    - Ampliación del tranvía de Bilbao y estación de Autonomía de ETS-RFV
    - Avenida del Ferrocarril
    - Estación de Autonomía de Adif (Variante Sur de Renfe Cercanías)

  - Basurto
    - Ampliación de la Línea A de Euskotren Tranbia (tranvía de Bilbao)
    - Construcción de la nueva estación soterrada de Basurto-Hospital
    - Construcción de la nueva estación soterrada de Elexabarri (en proyecto)
    - Soterramiento de vías de Feve (en obras)

  - Bilbao La Vieja
    - Ampliación de la plaza del Corazón de María
    - Colegio público Miribilla
    - Puente de Cantalojas
    - Urbanización de los muelles de La Merced, Marzana y Urazurrutia

  - Garellano
    - Intercambiador de San Mamés (Variante Sur de Renfe Cercanías)
    - Intervenciones pictóricas de Jesús María Lazkano en los andenes de la estación de Renfe Cercanías de San Mamés (arte urbano)

  - La Peña
    - Estación de La Peña

  - Miribilla
    - Construcción de edificios y traslado de servicios de Policía Municipal y Bomberos a Miribilla
    - Estación de Miribilla

  - Olabeaga
    - Modificación de la estación de Olabeaga (Variante Sur de Renfe Cercanías)
    - Plan de ordenación urbana (en proyecto)
    - Traslado de instalaciones de Renfe (en proyecto)
- Baracaldo
  - Área de actividades económicas (operación Galindo)
  - Campo de fútbol Lasesarre
  - Centro de servicios sociales
  - Dársena de Portu
  - Edificio Ilgner
  - Edificio Inguralde
  - Nueva estación de Desierto-Baracaldo de Adif
  - Nueva red viaria
  - Nuevas calles y rehabilitación de calles
  - Nuevas viviendas en Galindo (en construcción)
  - Paseos de Ribera
  - Parque comercial y de ocio en Galindo (en estudio)
  - Parque de Lasesarre
  - Parque de Ribera del Galindo
  - Plaza Desierto
  - Plaza Pormetxeta
  - Polideportivo de Lasesarre
  - Regeneración de la Herriko Plaza
  - Restauración del antiguo cargadero de mineral
  - Reurbanización y peatonalización del paseo de los Fueros
  - Sistema automático de recogida de basuras mediante aire comprimido
- Basauri
  - Nueva terminal de mercancías de Feve (en proyecto)
  - Traslado de la estación de Ariz de Feve a Arcelor (en proyecto)
  - Traslado de la estación de Pozokoetxe de Renfe Mercancías a Lapatza (en proyecto)
- Santurce
  - Estación de Santurce de Adif

## Accionistas
Bilbao Ría 2000 está constituida a partes iguales entre empresas que dependen de la Administración del Estado y Administraciones del País Vasco:
| Accionista                                            | Porcentaje |
| ----------------------------------------------------- | ---------- |
| Entidad Pública Empresarial de Suelo (Sepes)          | 25 %       |
| Autoridad Portuaria de Bilbao                         | 10 %       |
| Administrador de Infraestructuras Ferroviarias (Adif) | 15 %       |
| Gobierno Vasco                                        | 15 %       |
| Diputación Foral de Vizcaya                           | 15 %       |
| Ayuntamiento de Bilbao                                | 15 %       |
| Ayuntamiento de Barakaldo                             | 5 %        |